# Resolució 241 del Consell de Seguretat de les Nacions Unides
La Resolució 241 del Consell de Seguretat de les Nacions Unides, aprovada per unanimitat el 15 de novembre de 1967, després de reafirmar resolucions passades sobre el tema, el Consell va condemnar qualsevol acte d'ingerència en els afers interns de la República Democràtica del Congo, en particular el fracàs de Portugal per evitar que mercenaris utilitzin la seva colònia a Angola com a base d'operacions per a atacs armats contra la RD Congo. El Consell va convidar Portugal a posar fi immediatament a això i va demanar a tots els països que rebessin mercenaris que havien participat en els atacs contra la RD Congo per prendre mesures apropiades per evitar que renovessin les seves activitats contra qualsevol estat.